# Chiesa di Sant'Ulderico (Ivrea)
La chiesa di Sant'Ulderico è un'antica chiesa romanica di Ivrea in Piemonte.

## Storia
La chiesa venne eretta negli anni immediatamente successivi alla canonizzazione di Ulderico di Augusta, avvenuta nel 993, nel sito laddove lo stesso Ulderico, vescovo di Augusta, di passaggio a Ivrea, nel 971 aveva compiuto un miracolo, risvegliando dalla morte il figlioletto dei proprietari dell'osteria dove si era fermato.
La struttura originaria fu realizzata impiegando elementi di recupero provenienti dai resti del teatro romano esistente in antico nell’area.
Gli interni dell'edificio subirono un rifacimento totale secondo la moda barocca nel XVIII secolo, mentre la facciata venne parzialmente ricostruita nel 1952.

## Descrizione
La chiesa sorge in Piazza di Città, la piazza principale di Ivrea, di fianco al Palazzo della Congregazione di Carità e di fronte al Palazzo di Città. La facciata, in mattoni rossi, per quanto recentemente rimaneggiata, presenta un tratto caratteristico: completamente incorporato in essa, infatti è ancora possibile distinguere l'antico campanile romanico della struttura originaria. Questo presenta coppie di archetti pensili e lesene che delimitano i riquadri in cui si aprono le finestre, due monofore e una bifora.

## Galleria d'immagini

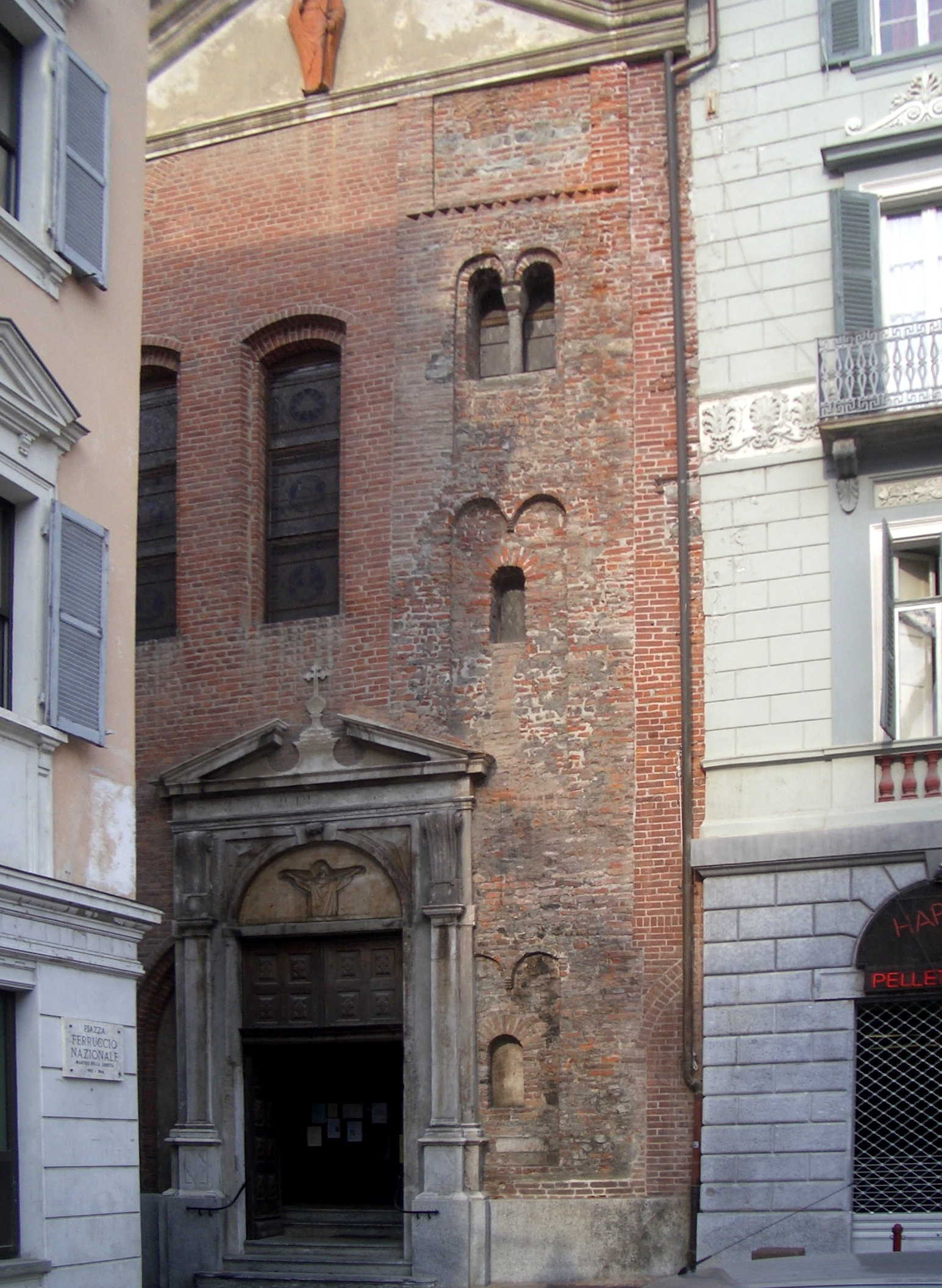
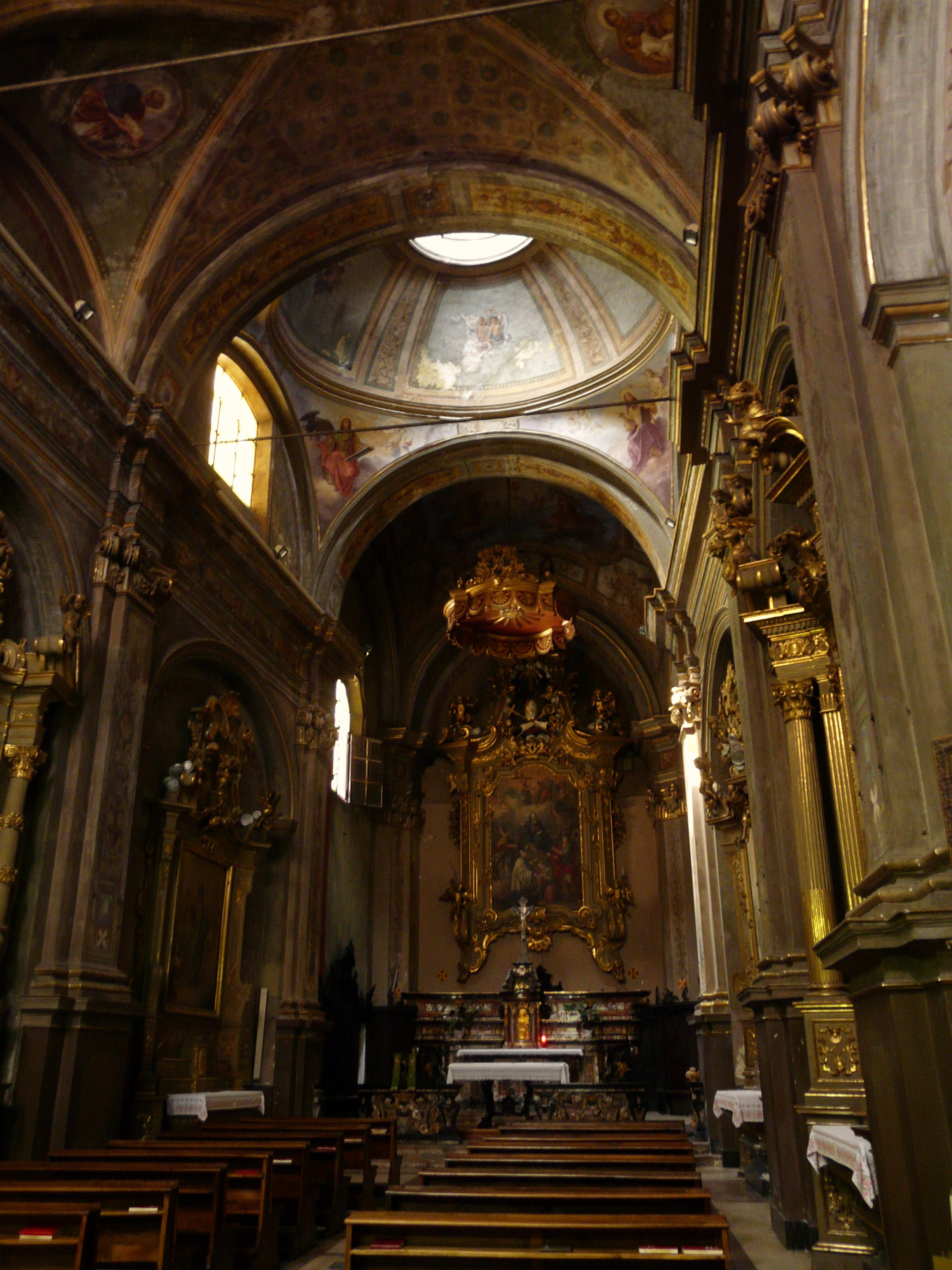
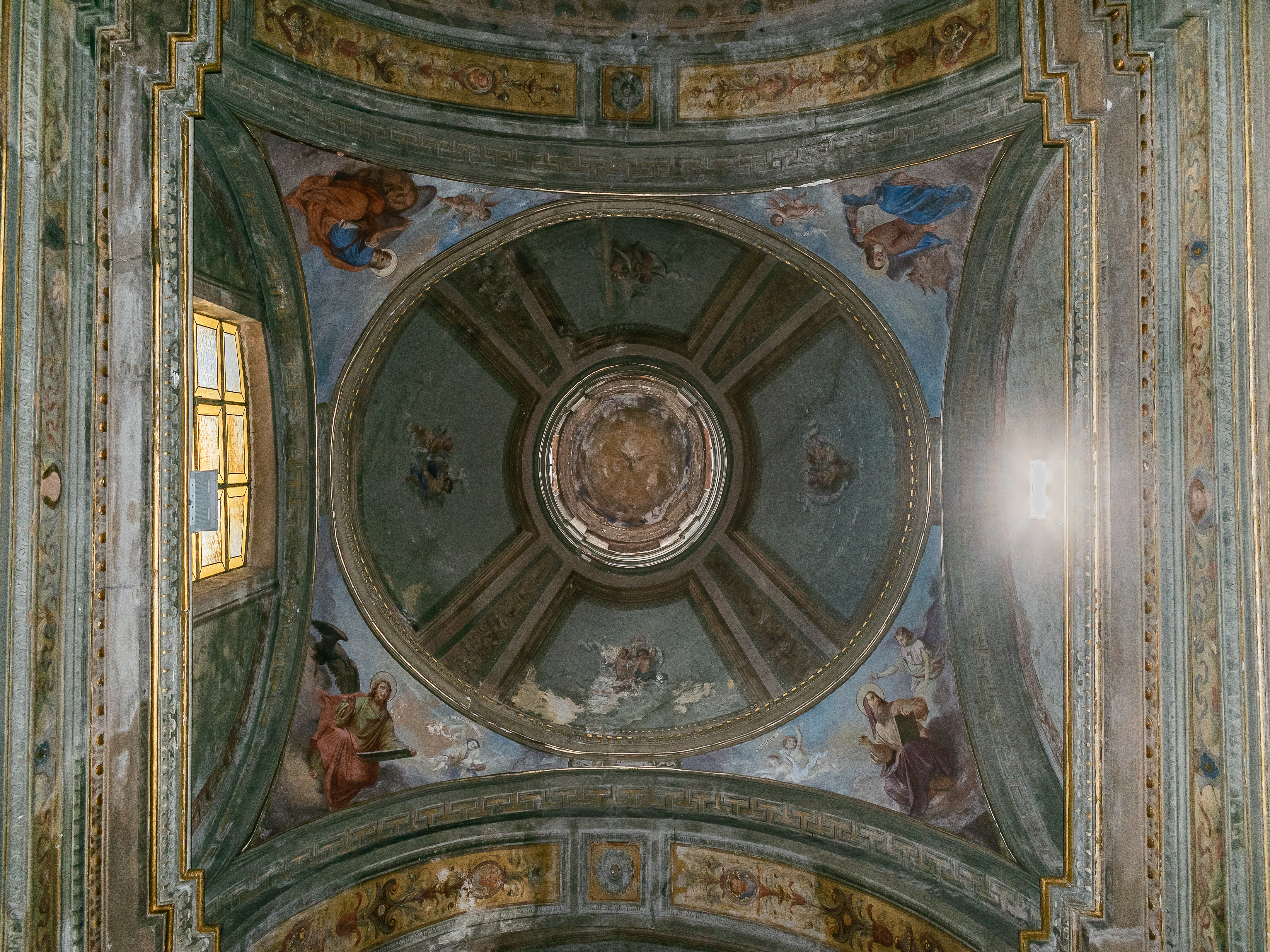